# Фрелингуйсен, Фредерик Теодор
Фредерик Теодор Фрелингуйсен (англ. Frederick Theodore Frelinghuysen) — американский политик-республиканец, сенатор, 29-й Госсекретарь США.

## Молодость и семья
Фрелингуйсен родился в Милстоне, Нью-Джерси, в семье Фредерика Фрелингуйсена-старшего (1788—1820) и Мэри Думонт. После смерти отца также его стал воспитывать дядя, Теодор Фрелингуйсен (1787—1862).
Его дед, также Фредерик Фрелингуйсен (1753—1804), был выдающимся адвокатом, принимал участие в разработке Конституции Нью-Джерси, воевал в Войне за независимость США (1778—1779 и 1782—1783). С 1793 по 1796 представлял свой штат в Сенате США.
Его дядя, Теодор Фрелингуйсен (1787—1862), был Генеральным прокурором Нью-Джерси в 1817—1829 годах, а в 1829—1835 представлял свой штат Сенате США. На президентских выборах 1844 года был выдвинут кандидатом в вице-президенты США от партии вигов. В 1839—1850 был канцлером Нью-Йоркского университета, после чего был избран на пост президента Ратгерского колледжа, который занимал вплоть до своей смерти.
Сам Фредерик Фрелингуйсен в 1836 году закончил Ратгерский колледж. В 1839 году был принят в коллегию адвокатов. Работал юристом в таких компаниях, как Central Railroad of New Jersey,  Morris Canal and Banking Company, и многих других.

## Брак и дети
Женился на Матильде Элизабет Гризвольд, которая родила от него четверо детей: Фредерика, Джорджа Гризвольда (1851—1936), Теодора (?—1931), и Матильду Гризвольд, которая вышла замуж за Генри Уинтропа Грэя.

## Политическая карьера
Был сенатором США от штата Нью-Джерси и занимал этот пост с 1867 по 1869, а затем с 1871 по 1877 год. Будучи членом Сената проголосовал за импичмент президента Эндрю Джонсона. В 1870-х годах примкнул к республиканской фракции «Стойкие» во главе с сенатором Роскоу Конклингом, которая поддерживала политику Реконструкции президента Гранта и выступала против реформы государственной службы, продвигаемой их оппонентами из фракции «Полукровки». С 1881 до 1885 год занимал пост государственного секретаря в Администрации Президента Честера Артура, также выходца из «стойких».